# Леттере
Леттере (итал. Lettere) — коммуна в Италии, располагается в регионе Кампания, в провинции Неаполь.
Население составляет 6037 человек (2008 г.), плотность населения составляет 503 чел./км². Занимает площадь 12 км². Почтовый индекс — 80050. Телефонный код — 081.
Покровителем коммуны почитается святая Анна, празднование 29 июля.

## Демография
Динамика населения:

## Администрация коммуны
- Официальный сайт: https://web.archive.org/web/20101012143225/http://www.cittadilettere.com/